# Chiesa dei Santi Lorenzo e Marco
La chiesa dei Santi Lorenzo e Marco è la parrocchiale di Soffratta, frazione di Mareno di Piave, in provincia di Treviso e diocesi di Vittorio Veneto; fa parte della forania La Colonna.

## Storia
A Soffratta è testimoniata la presenza di due chiese sin dal Medioevo, dedicate l'una a san Marco evangelista, l'altra a san Lorenzo martire. Entrambe erano sottoposte al monastero di Lovadina. Nel 1306 l'abate del monastero demolì i due edifici per permettere la costruzione di un'unica chiesa; il nuovo luogo di culto fu realizzato presso il vecchio cimitero, non lontano dalla chiesa attuale.
Nel 1733 veniva dichiarata parrocchiale, pur continuando a dipendere dal monastero di Santa Maria degli Angeli (che nel frattempo si era sostituito a quello di Lovadina); solo nel 1770, con la soppressione del convento, passò alla diocesi di Ceneda.
Tra il 1866 e il 1868 fu eretta al centro del paese l'attuale costruzione e, al contempo, veniva demolita la precedente. La consacrazione fu officiata il 30 aprile 1876 dal vescovo Corradino Maria Cavriani. Nel 1919 venne ricostruito il campanile su progetto dell'architetto Luigi Candiani, visto che il precedente era andato perduto durante il bombardamento austriaco del 27 ottobre 1918.